# Frank Cuesta
Francisco Javier Cuesta Ramos (León, 16 de octubre de 1971), conocido como Frank Cuesta o Frank de la Jungla, es un extenista, entrenador de tenis, presentador de televisión, youtuber y realizador de directos español.
Su fama le llegó en 2010, cuando comenzó con su programa Frank de la jungla emitido en Cuatro, por el que recibió un Premio Ondas el 8 de noviembre de 2011. También ha trabajado en los proyectos La Selva en Casa y Natural Frank, también de Cuatro. Desde 2014 hasta 2020 trabajaba en el programa Wild Frank, de DMAX y Animal Planet (Latinoamérica).

## Biografía
Francisco Javier Cuesta Ramos comenzó a centrar su vida hacia el tenis profesional desde su niñez. Sin embargo, su trayectoria se desvió tras un accidente de moto. Esto le llevó a abandonar la carrera como jugador de tenis y se convirtió en entrenador. Para ello ingresó en la academia de tenis Nick Bollettieri, en Florida, Estados Unidos. Tras su graduación, viajó a Tailandia para montar su propia academia, Frank Cuesta Tennis Academy. En los primeros años en Tailandia Frank Cuesta se dedicó exclusivamente al tenis, pero también empezó a interesarse por la fauna del país.
Años más tarde, y debido a su interés en la exótica fauna de Tailandia, y la herpetología, fundó una asociación llamada Ayuda a los Reptiles, en Tailandia. Fue entonces cuando, en 2010, los encargados de Callejeros Viajeros se toparon con él cuando rodaban una entrega del programa en Tailandia y Frank Cuesta solucionó un altercado que los miembros del equipo tuvieron con una serpiente. Su conocimiento en la materia llegó a oídos de los directivos de la cadena, que le ofrecieron presentar su propio programa, Frank de la Jungla. En un principio, a Cuesta no le gustó la idea de salir en televisión, pero su esposa le convenció con el argumento de que así podía conseguir dinero para su nueva fundación de Ayuda a los Animales.
El 8 de noviembre de 2011, su formato televisivo obtuvo el Premio Ondas a la Innovación y el 1 de diciembre del mismo año, Frank Cuesta recogió el premio junto a su equipo de programa. El 25 de diciembre de 2011 se estrenó el nuevo programa de Frank Cuesta y su equipo llamado La Selva en Casa, esta vez ambientado en España.
El 1 de febrero de 2012 sufrió un accidente de helicóptero mientras investigaba en la zona de Mekong (Tailandia). Horas después de su accidente, el propio Frank confirmó, a través de Facebook, que tenía varios huesos rotos y que fue una de las peores experiencias de su vida.
El 21 de diciembre de 2012, Frank Cuesta decidió dejar los programas Frank de la Jungla y La selva en casa, y se despidió de su audiencia en enero de 2013. El propio Frank Cuesta avanzaba en Twitter su decisión:

Han bastado cinco días en la selva para tomar mi decisión. Disfrutad de los cuatro últimos episodios de Frank de la jungla en enero, porque no habrá más.

La productora del espacio se mostró asombrada por esta declaración e inmediatamente comunicaron que ni ellos ni la cadena tenían nada que ver con la decisión del presentador. Después de abandonar la televisión, Frank Cuesta presentaba su propio canal de YouTube llamado Natural Frank, donde seguía enseñando a sus seguidores sus conocimientos sobre animales. En septiembre de 2013 regresó a la televisión con su nuevo programa llamado Natural Frank, realizado para la misma productora y cadena que el anterior. 
En marzo de 2014, Frank Cuesta fichó por la cadena de televisión Discovery Max para emprender nuevos proyectos, por lo que abandonó el grupo Mediaset España tras cuatro años. En mayo de 2014 se estrenó en ese canal su programa Wild Frank.
El 9 de noviembre de 2019 creó un canal de Youtube en el que muestra la vida de los animales que rescata así como "sueltas" de animales que han sido rescatados de mercados de animales donde se venden toda clase de animales salvajes, desde murciélagos a serpientes. En sus comienzos en Youtube, la mayoría de sus vídeos eran sobre su refugio "Cuestas shelter".
En 2021 Frank abrió un santuario relativamente alejado de Bangkok, el cual tiene un tamaño de 37 hectáreas. El objetivo del lugar es distinto al del refugio, ya que en este busca darle un hogar a animales que no pueden ser soltados en Tailandia pues generalmente son autóctonos de otras zonas del mundo. Se ha encargado de acondicionar el santuario para que los animales puedan vivir una vida en semi-libertad con todo lo que ellos requieren, construyendo una cueva, un lago, un canal artificial y nuevas plantas.
En sus vídeos ha expresado su deseo de abrir un santuario nuevo en Valencia, España. Dice que su idea es que sea un santuario de alrededor de 1000 hectáreas, y que la inversión inicial para construirlo sería de 10 millones de euros, por lo que necesitará inversión externa, ya que no podrá pagar por sí mismo dicha cantidad.
En mayo de 2025 declaró que no es ni herpetólogo ni veterinario, que los animales en su poder no fueron rescatados sino que los compró, que su santuario se podría definir como una granja de animales, y que el fallecimiento de animales en el lugar fueron producto de su negligencia debido a su poco conocimiento sobre cuidados animales.

## Vida personal
Frank Cuesta se convirtió al budismo en Tailandia y comenzó una relación con la exmodelo, actriz y cantante Alis Aintu Smythe, más conocida como Yuyee Alissa Intusmith o Chatchaya Cuesta Ramos. Fruto de su relación nacieron cuatro hijos, los gemelos Zipi (quien murió al poco de nacer) y Zape, Zorro y una hija, Zen. También tienen un quinto hijo llamado Pepsi, adoptado en 2013.El hermano gemelo de Zipi, Zape, es un portero que ha jugado en las categorías inferiores del Fuenlabrada y del Alcorcón.
El 12 de junio de 2014, se daba a conocer la noticia de que Yuyee Alissa Intusmith había sido descubierta en el aeropuerto Don Mueang al norte de Bangkok, Tailandia, con cinco miligramos de cocaína entre sus pertenencias. Fue condenada a 15 años de cárcel y a una multa de 1,5 millones de baths tailandeses, equivalente a 60 000 dólares o 45 000 euros. Se la sentenció por tráfico de cocaína e intento de venta de la misma (posteriormente la cantidad que se le imputó aumentó a 0,2 gramos), sin posibilidad de fianza, según las leyes tailandesas.  El propio Frank Cuesta hizo una aclaración en Facebook de lo sucedido. Tiempo después, el juez encargado del caso de Yuyee Alissa Intusmith fue despedido por corrupción, aunque ella siguió en prisión desde 2014. El caso se propagó rápidamente por las redes sociales y varios medios de comunicación, y desde entonces ha generado varias campañas de recogida de firmas a favor de su liberación. El 12 de noviembre de 2020, tras más de 6 años en prisión, Frank Cuesta anunció a través de un vídeo en YouTube que Yuyee había salido de prisión.
A principios de 2015, Cuesta reveló que había luchado contra el cáncer en el pasado. A finales de 2019, anunció a través de un video en las redes sociales que su cáncer había regresado; en el video, se refiere a sí mismo como un animal cuyo nombre científico es crocus guarrus pelatus, a modo de broma. Meses después, reveló que sufría específicamente leucemia, con la que luchó durante más de dieciséis años. En julio, Cuesta publicó un video en el que anunciaba que la dolencia "probablemente terminará conmigo en el futuro" y "durante diecisiete años, he estado diciendo que la vida es una mierda maravillosa".
Cuesta es de ascendencia cubana a través de uno de sus abuelos.
En febrero de 2022 declaró que otorgaba su voto a la formación política de Vox, pero en diciembre de 2023, tras la agresión de Javier Ortega Smith a un concejal del Ayuntamiento de Madrid afirmó que «viendo como se han ido Espinosa y Sánchez del Real y los cavernícolas que han quedado al mando... Hice bien en no votar, por primera vez desde mi mayoría de edad. Sálvese quien pueda!!!!».
En febrero de 2025, fue arrestado por la policía en Tailandia, bajo la acusación de «poseer ilegalmente especies silvestres protegidas». Tras una denuncia anónima hecha por correo electrónico en el mismo mes sobre «extranjeros que poseían y comercializaban especies protegidas», las autoridades allanaron el Santuario Libertad. El 1 de marzo, tras ser sometido a un interrogatorio por las autoridades tailandesas, fue puesto en libertad provisional bajo fianza a cambio de cumplir la prisión preventiva. Diez especies de animales que estuvieron en el santuario fueron incautadas.
En abril de 2025, Cuesta sufrió el ataque de una cobra escupidora que le escupió veneno en los ojos, tras lo cual fue ingresado al hospital. Al día siguiente fue dado de alta, y fue trasladado a su hogar para recuperarse. Este incidente no fue nuevo para él, ya que también tuvo contacto con el veneno de una serpiente Russell en los ojos mientras grababa su programa Wild Frank en la India. Otro incidente con la misma serpiente ocurrió en su paso por Tailandia y Malasia grabando su programa, donde fue mordido por ella en la pierna, tras lo cual tuvo que tratarse él mismo.

## Filmografía

### Programas de televisión
| Año(s)    | Título             | Cadena |
| --------- | ------------------ | ------ |
| 2010–2013 | Frank de la jungla | Cuatro |
| 2011–2012 | La selva en casa   | Cuatro |
| 2013–2014 | Natural Frank      | Cuatro |
| 2014–2020 | Wild Frank         | DMAX   |